# Kielplaats
Een kielplaats of kielkade is een plek waar een schip 'gekield' kon worden (van een kielbalk voorzien). Ook het schoonmaken van de kiel en kleine reparaties konden op een kielplaats worden uitgevoerd.

## Voorbeelden van kielplaatsen

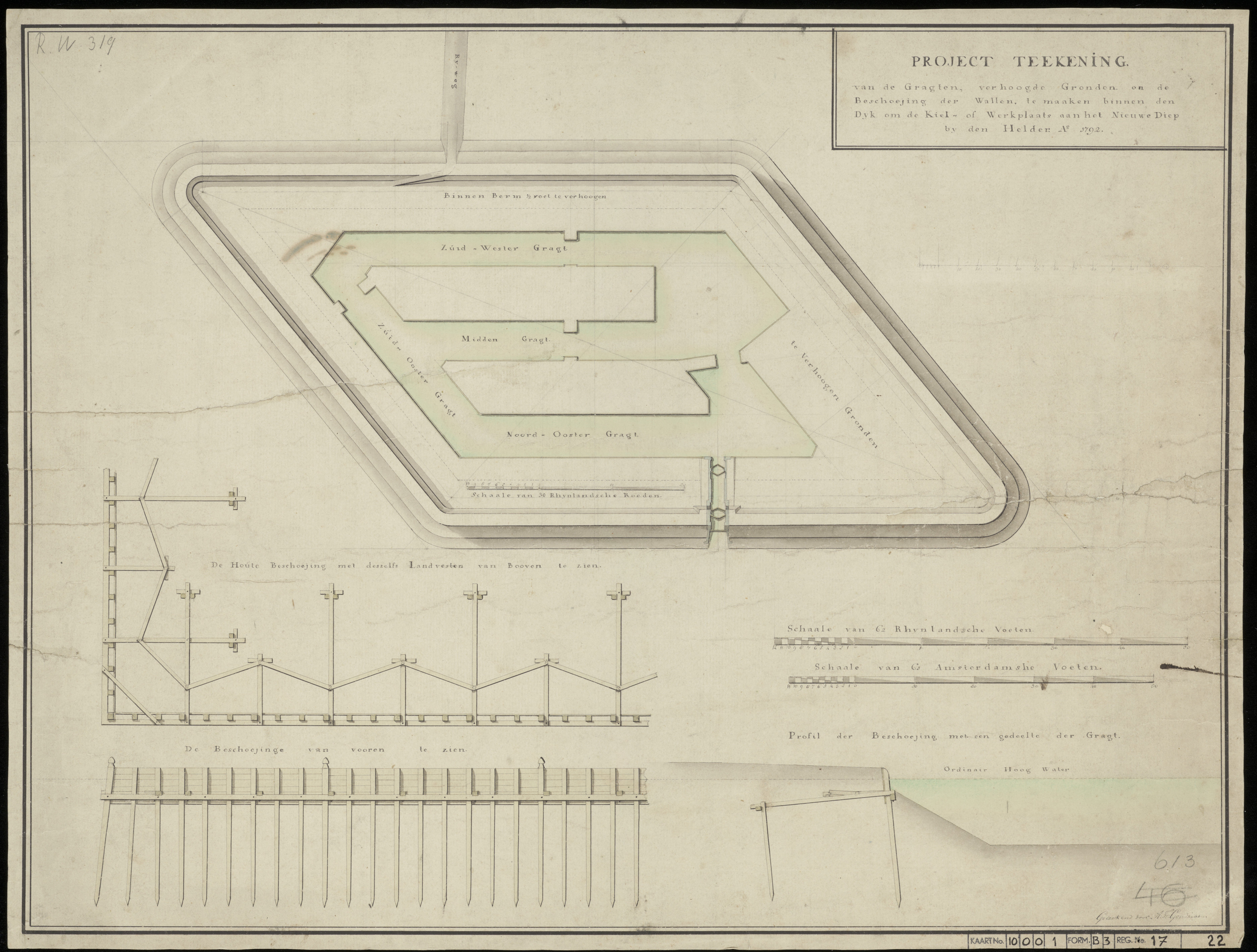
Ontwerptekening voor kielplaats het Nieuwe Werk in Den Helder

- Het Nieuwe Werk in Den Helder
- Kielplaats te Vlissingen[1]